# Angélica (personagem)

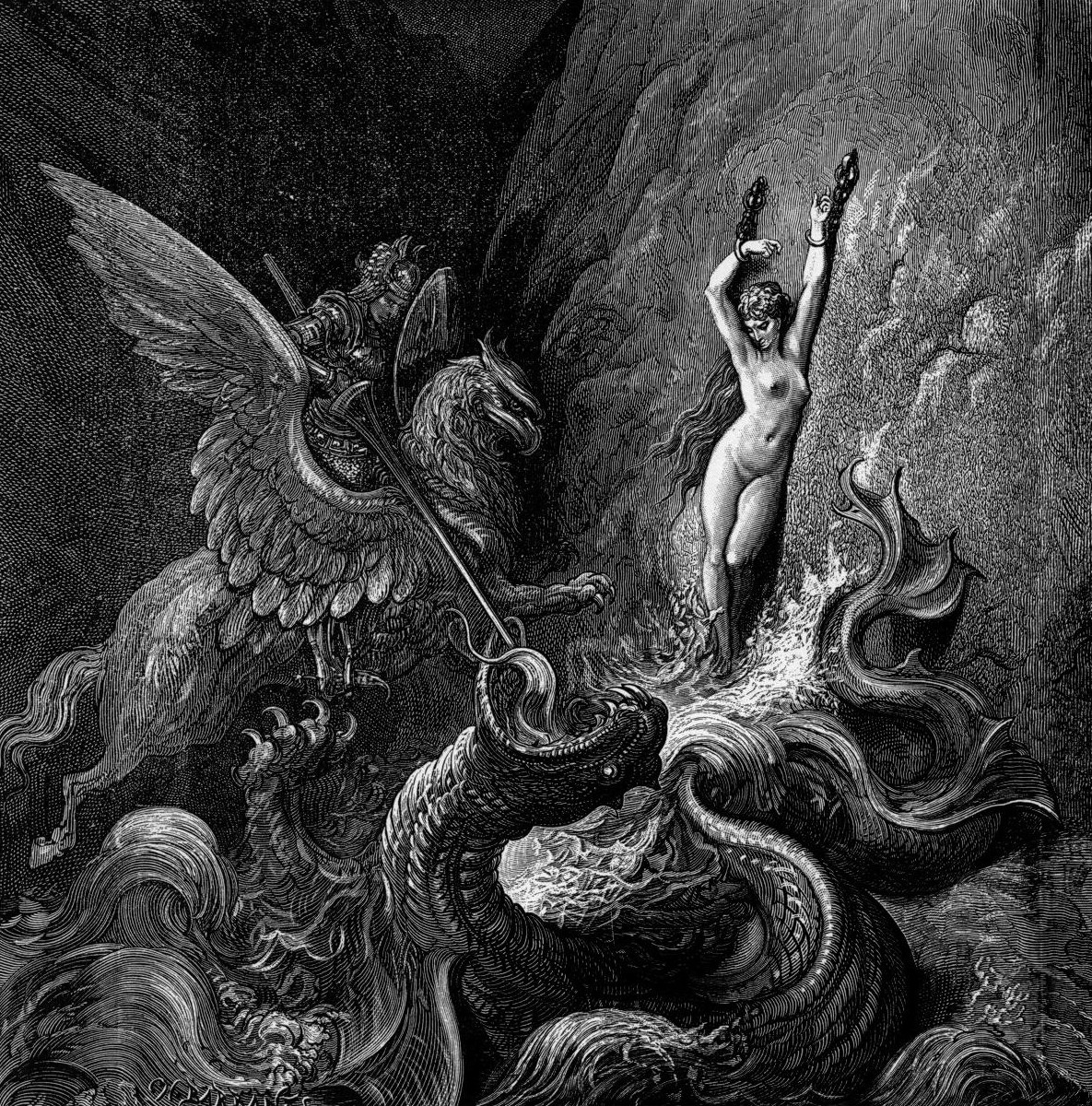
Rogério regata Angélica numa ilustração de Orlando Furioso por Gustave Doré.

Angélica é uma personagem de ficção da literatura renascentista italiana.
Angélica aparece como uma das principais personagens dos poemas épicos renascentistas Orlando enamorado, de Matteo Maria Boiardo, publicado em 1495, e Orlando furioso, de Ludovico Ariosto, publicado em 1516. Este último inspirou muitas obras de arte europeia, e Angélica é retratada em várias delas. Estas obras são parte da chamada Matéria de França, um ciclo de obras literárias centrada na figura do rei franco Carlos Magno e seus paladinos.
Em Orlando enamorado, de Boiardo, Angélica é apresentada como a filha do rei de Catai, que vem à corte de Carlos Magno com seu irmão Argália. Todos os cavaleiros do rei franco apaixonam-se pela bela princesa, especialmente os primos Orlando (Rolando) e Reinaldo de Montalvão. Os primos lutam repetidas vezes buscando seu favor. A intrincada história foi deixada incompleta por Boiardo, e seguida por Ariosto em seu Orlando furioso, em que vê-se Angélica sendo perseguida por Orlando, Reinaldo e outros cavaleiros por todo o mundo. Em um famoso episódio, Angélica é oferecida em sacrifício a um monstro marinho (como a figura mitológica de Andrómeda) e resgatada pelo cavaleiro africano Rogério, que lhe dá um anel de invisibilidade. Angélica usa o anel eventualmente para escapar do louco Orlando, e termina apaixonando-se pelo príncipe africano Medoro, trazendo-o a Catai com ela. Orlando apenas recupera a razão com a ajuda de seu primo Adolfo.
Angélica também é personagem de muitas obras inspiradas no épico de Ariosto, como o poema La hermosura de Angélica (1602), do escritor espanhol Lope de Vega. Angélica também aparece em várias óperas, como Roland (1685) de Jean-Baptiste Lully, Orlando furioso (1727) de Antonio Vivaldi e Orlando (1733) de Georg Friedrich Händel. Foi também retratada várias vezes em pinturas baseadas na obra de Ariosto.